# 馬爾卡區 (索馬利亞)
馬爾卡區是索馬利亞的一個區，位於該國東南部的下謝貝利州，首府為馬爾卡。

## 外部鏈結
- 馬爾卡區行政區域圖 （页面存档备份，存于）